# Hintere Michlbachspitze
Die Hintere Michlbachspitze ist ein 2905 m ü. A. hoher Berggipfel im Gschlößkamm der Venedigergruppe im Norden Osttirols (Gemeinde Matrei in Osttirol).

## Lage und Aufstiegsmöglichkeiten
Die Hintere Michlbachspitze liegt im Südosten des Gschlößkamms zwischen dem Dabernitzkogel (2965 m ü. A.) im Nordwesten, dem Raneburgkogel (2925 m ü. A.) im Osten und der Vorderen Michlbachspitze (2821 m ü. A.) im Süden. Vom Dabernitzturm ist die Hintere Michlbachspitze durch die nur wenig nördlich liegende Dabernitzturmscharte (2874 m ü. A.) getrennt, östlich markiert die Michlbachscharte (2750 m ü. A.) den Übergang zum Raneburgkogel. Der Südgrat zur Vorderen Michlbachspitze verläuft hingegen relativ flach bergab. Nördlich der Hinteren Michlbachspitze liegt zwischen Dabernitzkogel und Raneburgkogel das Dabernitzkees.
Die Hintere Michlbachspitze ist ein alpinistisch unbedeutender Berggipfel. Der Normalanstieg verläuft aus dem Frosnitztal weglos über den Hochboden „Innere Dabernitzach“ einfach zum Gipfel. Der Nordgrat aus der Dabernitzturmscharte wurde erstmals von F. Malcher am 17. Juli 1920 begangen. Diese Anstiegsmöglichkeit weist leichte Kletterstellen auf (UIAA I).